# Björn Thurau
Björn Thurau (Frankfurt am Main, 23 juli 1988) is een voormalig Duits wielrenner. Hij is een zoon van voormalig wielrenner Dietrich Thurau.

## Doping
Het Duitse anti-dopingagentschap NADA maakte op 19 augustus 2021 bekend dat Thurau voor negen jaar en zes maanden geschorst wordt vanwege ‘verscheidende dopingovertredingen’. Het gaat om ‘het gebruik of een poging tot gebruiken van verbonden stoffen en/of middelen’ tot ‘het bezitten van verboden stoffen en/of methoden en het op de markt brengen van dopingproducten.’ Zijn resultaten tussen 21 december 2010 tot en met 9 maart 2021 zijn geschrapt.
Er zal geen arbitragezaak meer plaatsvinden voor het Duitse Sportarbitragehof of het internationaal Hof van Arbitrage voor Sport, aangezien de reeds gestopte Thurau geen tuchtprocedure heeft aangevraagd. Hij is ook niet in beroep gegaan tegen de uitspraak van het Duitse anti-dopingagentschap NADA. 

## Overwinningen
2013
Bergklassement Ronde van Luxemburg
2014
Bergklassement Ronde van Zwitserland

## Resultaten in voornaamste wedstrijden
| Jaar | Ronde van Italië | Ronde van Frankrijk | Ronde van Spanje |
| ---- | ---------------- | ------------------- | ---------------- |
| 2012 |                  |                     |                  |
| 2013 |                  |                     |                  |
| 2014 | opgave           |                     |                  |
| 2015 |                  |                     |                  |
| 2016 |                  |                     |                  |

| Jaar | Milaan-San Remo | Gent-Wevelgem | Ronde van Vlaanderen | Parijs-Roubaix | Amstel Gold Race | Luik-Bast.‑Luik | Ronde van Lombardije | Parijs-Tours |
| ---- | --------------- | ------------- | -------------------- | -------------- | ---------------- | --------------- | -------------------- | ------------ |
| 2012 |                 |               |                      |                | 111e             |                 |                      | 138e         |
| 2013 | 119e            |               | 105e                 | 48e            | opgave           |                 | opgave               |              |
| 2014 | opgave          |               |                      | opgave         |                  |                 |                      |              |
| 2015 | 109e            | opgave        | opgave               | 98e            |                  | 98e             |                      |              |
| 2016 |                 |               | 83e                  | 47e            | 98e              | 107e            |                      |              |

## Ploegen
- 2007 –  Atlas-Romer's Hausbäckerei
- 2008 –  ELK Haus-Simplon
- 2009 –  ELK Haus
- 2011 –  Team NSP
- 2012 –  Team Europcar
- 2013 –  Team Europcar
- 2014 –  Team Europcar
- 2015 –  Bora-Argon 18
- 2016 –  Wanty-Groupe Gobert
- 2017 –  Kuwait-Cartucho.es
- 2018 –  Holdsworth Pro Racing
- 2019 –  Vito-Feirense-Pnb